# Jim Denney (ur. 1957)
James Jay „Jim” Denney (ur. 10 czerwca 1957 w Duluth) – amerykański skoczek narciarski, dwukrotny olimpijczyk, dwukrotny mistrz kraju i sześciokrotny uczestnik Turnieju Czterech Skoczni. W latach 80. XX wieku uznawany za najlepszego skoczka w swoim kraju.
Skoki narciarskie uprawiali też jego bracia Jeff i John, syn Jim oraz bratankowie Jeff i Karl.

## Przebieg kariery
Swoje pierwsze narty dostał w wieku siedmiu lat. Dwa lata później jego ojciec zabrał go wraz z braćmi na skocznię narciarską Big Chester. W 1967 wziął udział w swoim pierwszym konkursie.
W 1974 zdobył tytuł mistrza USA juniorów. W tym samym roku zadebiutował na międzynarodowej arenie sportowej, biorąc udział w 23. Turnieju Czterech Skoczni. W swoim debiutanckim konkursie w Oberstdorfie zajął 83. miejsce. W pozostałych również plasował się w końcówce stawki, a w klasyfikacji generalnej zajął 72. miejsce. W kolejnej edycji turnieju zajął 57. miejsce w klasyfikacji, a jego najlepszą pozycją była 51. w Garmisch-Partenkirchen.
W 1975 Shirley Finberg-Sullivan zaproponowała Denney’om trening w postaci baletu, ponieważ rzeźbi on mięśnie. Jim stosował więc ten rodzaj przygotowania do igrzysk w 1976.
W 1976 Jim Denney zdobył swój pierwszy tytuł mistrza Stanów Zjednoczonych. W 25. Turnieju Czterech Skoczni zajął wyższe miejsce niż w poprzedniej edycji TCS, tj. zakończył go na 33. miejscu w klasyfikacji generalnej, po raz pierwszy awansując do pierwszej trzydziestki podczas konkursu w Innsbrucku.
W 1976 wystąpił na igrzyskach olimpijskich w Innsbrucku. Na normalnej skoczni uplasował się na 21. pozycji, po skokach na 79 i 76,5 m. Na dużym obiekcie skoczył 89 i 85 m, za co sklasyfikowano go na 18. miejscu. W 1977 wygrał Turniej Norweski i po raz drugi został mistrzem kraju. W Turnieju Czterech Skoczni 1977/1978 zajął 32. miejsce w klasyfikacji generalnej, pierwszy raz plasując się w pierwszej piętnastce konkursu (13. pozycja w Oberstdorfie). W tych zawodach wystąpiło także jego dwóch braci – Jeff i John.
Wystąpił na Mistrzostwach Świata 1978, gdzie zajął 14. miejsce na normalnej skoczni.
W 27. Turnieju Czterech Skoczni w sezonie 1978/1979 zanotował najlepsze w karierze, 23. miejsce w klasyfikacji generalnej. Najwyższą, ósmą pozycję zajął podczas konkursu w Garmisch-Partenkirchen na skoczni Große Olympiaschanze. W tym samym roku zwyciężył w konkursie skoków na skoczni K-70 w Lahti.
30 grudnia 1979 w Oberstdorfie zadebiutował w Pucharze Świata, startując w zaliczanym do jego klasyfikacji 28. Turnieju Czterech Skoczni. Nie zdobył jednak punktów, kończąc turniej na najgorszym od pięciu lat 63. miejscu. Zajął jednak trzecie miejsce podczas próby przedolimpijskiej w Lake Placid.
W 1980 Denney ukończył studia na University of Minnesota w Duluth, gdzie uzyskał dyplom w rachunkowości i ekonomii.
W 1980 wystąpił na igrzyskach olimpijskich w Lake Placid. Na normalnej skoczni zajął 36. miejsce, skacząc na odległość 70 i 75 m. W pierwszej serii na dużym obiekcie uzyskał odległość 109 m, co dawało mu siódme miejsce. W drugiej skoczył 104 m i spadł na ósmą pozycję. Przed igrzyskami ukazał się o nim obszerny artykuł w czasopiśmie Sports Illustrated, gdzie określono go najlepszym amerykańskim skoczkiem w historii, a jego trener Kotlarek uznał go za ambasadora sportu w swoim kraju.
Trzy lata później urodził mu się syn, którego nazwał swoim imieniem – Jim Denney.
W 1992 Denney wystąpił na mistrzostwach Stanów Zjednoczonych weteranów, gdzie zdobył złoty medal w pierwszej kategorii wiekowej. W 2008 został wprowadzony do hali sław amerykańskich skoków narciarskich.

## Osiągnięcia

### Igrzyska olimpijskie
| Miejsce | Dzień     | Rok  | Miejscowość | Konkurs                         | Wynik     | Strata    | Skok 1  | Skok 2  | Zwycięzca             |
| ------- | --------- | ---- | ----------- | ------------------------------- | --------- | --------- | ------- | ------- | --------------------- |
| 21.     | 7 lutego  | 1976 | Innsbruck   | Skocznia normalna indywidualnie | 218,9 pkt | -33,1 pkt | 79,0 m  | 76,5 m  | Hans-Georg Aschenbach |
| 18.     | 15 lutego | 1976 | Innsbruck   | Skocznia duża indywidualnie     | 191,1 pkt | -43,7 pkt | 89,0 m  | 85,0 m  | Karl Schnabl          |
| 36.     | 17 lutego | 1980 | Lake Placid | Skocznia normalna indywidualnie | 192,9 pkt | -73,4 pkt | 70,0 m  | 75,0 m  | Toni Innauer          |
| 8.      | 23 lutego | 1980 | Lake Placid | Skocznia duża indywidualnie     | 239,1 pkt | -31,9 pkt | 109,0 m | 104,0 m | Jouko Törmänen        |

## Mistrzostwa świata
- 1978 – normalna skocznia (15. miejsce)

## Turniej Czterech Skoczni

### Miejsca w klasyfikacji generalnej
| Sezon     | Pozycja | Punkty | Strata |
| --------- | ------- | ------ | ------ |
| 1974/1975 | 72.     | 480,7  | 398,3  |
| 1975/1976 | 57.     | 655,3  | 264,9  |
| 1976/1977 | 33.     | 738,6  | 179,9  |
| 1977/1978 | 32.     | 620,2  | 191,7  |
| 1978/1979 | 23.     | 683,4  | 132,2  |
| 1979/1980 | 63.     | 470,2  | 469,9  |

#### Miejsca w poszczególnych konkursach
| 23. Turniej Czterech Skoczni |                        |           |               |
| Oberstdorf                   | Garmisch-Partenkirchen | Innsbruck | Bischofshofen |
| 83                           | 81                     | 73        | 66            |
| 24. Turniej Czterech Skoczni |                        |           |               |
| Oberstdorf                   | Garmisch-Partenkirchen | Innsbruck | Bischofshofen |
| 53                           | 51                     | 59        | 64            |
| 25. Turniej Czterech Skoczni |                        |           |               |
| Oberstdorf                   | Garmisch-Partenkirchen | Innsbruck | Bischofshofen |
| 36                           | 37                     | 28        | 40            |
| 26. Turniej Czterech Skoczni |                        |           |               |
| Oberstdorf                   | Garmisch-Partenkirchen | Innsbruck | Bischofshofen |
| 13                           | 48                     | 29        | 32            |
| 27. Turniej Czterech Skoczni |                        |           |               |
| Oberstdorf                   | Garmisch-Partenkirchen | Innsbruck | Bischofshofen |
| 31                           | 8                      | 35        | 18            |
| 28. Turniej Czterech Skoczni |                        |           |               |
| Oberstdorf                   | Garmisch-Partenkirchen | Innsbruck | Bischofshofen |
| 82                           | 55                     | 66        | 31            |